# كيث هاميلتون كوب
كيث هاميلتون كوب (بالإنجليزية: Keith Hamilton Cobb)‏ هو ممثل أمريكي، ولد في 28 يناير 1962 في الولايات المتحدة. من الجوائز التي نالها جوائز سوب أوبرا ديجست ‏.

## جوائز
- جوائز سوب أوبرا ديجست [الإنجليزية]‏

## وصلات خارجية
- كيث هاميلتون كوب على موقع IMDb (الإنجليزية)
- كيث هاميلتون كوب على موقع إن إن دي بي (الإنجليزية)
- كيث هاميلتون كوب على موقع قاعدة بيانات الفيلم (الإنجليزية)